# Nelson Johnston
Nelson Johnston, né le 25 février 1990 à Santiago de Cuba, est un footballeur international cubain jouant au poste de gardien de but.

## Biographie

### En sélection
En juin 2019, il est retenu par le sélectionneur Raúl Mederos afin de participer à la Gold Cup organisée aux États-Unis, en Jamaïque et au Costa Rica.